# Київський муніципальний академічний театр опери та балету
Київський муніципальний академічний театр опери та балету (Київська опера) — театр у Києві, був створений у 1982 році під назвою Державний дитячий музичний театр. Театр став першим (і наразі єдиним) в Україні та другим у світі подібного профілю.
З 2019 року театр позициціонується як Київська опера, дотримується політики виконання творів світового оперного репертуару українською мовою.

## Історія
1 лютого 1985 року театр відкрився оперою «Зима і Весна» фундатора української музики Миколи Лисенка.
1998 року театр одержав будівлю колишнього робітничого клубу «Харчовик», пам'ятку культури виконану в стилі конструктивізму 30-х років по вулиці Межигірській, 2 (Контрактова площа, Поділ). Крім того, театр отримав назву Київський державний музичний театр для дітей та юнацтва. У 2002 році за видатні заслуги у розвитку мистецтва та з нагоди 20-річчя театру було надано статус академічного. Від 2005 року назва театру — Київський муніципальний академічний театр опери і балету для дітей та юнацтва.
Театром здійснено постановки понад 200 вистав, з них 40 поставлено вперше. Театр щомісяця показує від 20 до 25 вистав. У репертуарі театру — опери, балети, мюзикли, музичні казки, симфонічні та вокально-симфонічні програми та концерти. У складі колективу — оперна та балетна трупи, симфонічний оркестр, хор.
У 2009—2017 роках до складу театру входила трупа «Київ модерн-балет», очолювана балетмейстером Раду Поклітару.
19 вересня 2024 року Київська міська рада ухвалила рішення щодо зміни назви з «Київський муніципальний академічний театр опери і балету для дітей та юнацтва» на «Київський муніципальний академічний театр опери та балету».

### Боротьба за приміщення
У 2011 частину приміщення театру площею 706,1 м² віддали під приватизацію ТОВ "Центр дозвілля «РА». Вказане рішення стало причиною акцій протесту працівників театру та судової тяганини
13 січня 2012 року Законом України № 4336-VI будівлю клубу «Харчовик» (в якій розташовано театр), було виведено з переліку пам'яток культурної спадщини що не підлягають приватизації. При цьому було порушено законодавчу процедуру, оскільки депутатів не проінформувалио про те, що в цій будівлі розташовано театр. Після цього почався процес приватизації будівлі приватним інвестором. В червні 2012 колектив театру провів протест проти позбавлення театру його приміщення. Суперечка між ТОВ "Центр дозвілля «РА» і театром вирішувався у суді.
У жовтні 2015 року ТОВ «Центр дозвілля „РА“» було виселено з приміщення театру, яке не сплачувало орендну плату та заборгувало місту майже 400 тис. гривень.

### Конфлікти 2017 року
У 2017 році Прокуратурою міста Києва було порушене кримінальне впровадження за фактом розкрадання бюджетних коштів Муніципального академічного театру опери та балету для дітей та юнацтва, порушення трудових прав його працівників та службового підроблення. Головний балетмейстер театру Тетяна Боровик була звинувачена у зловживанні службовим становищем, примушенні артистів балету до участі у нелегальних закордонних гастролях без укладання відповідних договорів з Театром та самими артистами. У січні 2017 рішенням Печерського суду Тетяна Боровик була відсторонена з посади. Впровадження було відкрито за запитом народного депутата Валерія Карунцова
Натомість колектив театру активно став на захист Тетяни Боровик і в лютому 2017 рішенням апеляційного її відновили на посаді.

## Сучасність
Від липня 2018 театр очолює Петро Качанов. В театрі було проведено капітальний ремонт, а також змінено коротку назву, замість КМАТОБ — «Київська опера». Творчими підрозділами театру керують: головний диригент — народний артист України Василь Василенко, головний режисер — Віталій Пальчиков, головний балетмейстер — народна артистка України Тетяна Боровик, головний хормейстер — заслужений працівник культури України Анжела Масленнікова. Працюють диригенти — Євген Воронко, лауреат Міжнародного конкурсу Сергій Голубничий та Ділявер Осман.
У стратегії театр зорієнтований на сміливі експерименти та пошуки. У репертуарі мають бути сучасні постановки, модерні й класичні опери в українському перекладі, балети, мюзикли, рок-опери для малечі, молоді, дорослих і вистави для родинного перегляду.

### Оперна трупа
Оперну трупу театру було створено у 1984 році. Всього за роки творчої діяльності було поставлено понад 30 оперних вистав. У складі оперної трупи театру понад 30 солістів-вокалістів.

### Балетна трупа
Балетна трупа театру була створена у 1984 році. У 1998—2005 головним балетмейстером театру був народний артист СРСР, народний артист України, лауреат Національної премії України імені Тараса Шевченка Валерій Ковтун (1944—2005). У 2005—2009 роках колектив очолював народний артист України Віктор Литвинов. Від 2010 року — художній керівник балету — народна артистка України Тетяна Боровик. У балетному репертуарі театру понад 30 вистав та концертних програм. У складі трупи 80 артистів балету. Серед артистів балету — народні артисти України Бондур Сергій Олексійович.

### Оркестр
Симфонічний оркестр театру було створено у 1984 році. Його засновником та першим головним диригентом театру був народний артист України, професор Євген Дущенко (1925—2011). У 1995—2008 оркестром керував український диригент народний артист України Олексій Баклан. У 2008—2012 року О Баклан обіймав посаду художнього керівника театру, а посаду головного диригента театру — Анатолій Бойченко. У 2013—2017 посаду головного диригента обіймав Сергій Голубничий. З 2021 року головний диригент — Василь Василенко. У симфонічному оркестрі театру понад 70 музикантів.

### Хор
Хор театру було створено у 1984 році. Його засновником та першим керівником був видатний майстер хорового мистецтва — народний артист України, професор Михайло Кречко (1925—1996). Хор є лауреатом Міжнародного конкурсу у м. Слайго (Ірландія). Колектив традиційно виступає не лише у театральних виставах, а й у концертах як академічний хор, виконуючи твори широкого жанрового діапазону.
Від 2001 року головний хормейстер театру — Анжела Масленнікова. У репертуарі хору — український та російський фольклор, духовна музика, твори вітчизняних та зарубіжних авторів, фрагменти з найкращих опер світової класики, сучасна музика. Хор театру з великим успіхом гастролював у Італії, Іспанії, Ірландії, Словенії, Нідерландах, Швейцарії, Росії, брав участь у міжнародних проектах із хорами та диригентами з різних країн світу в Україні, Італії, Нідерландах та Франції.

## Репертуар
Зараз у репертуарі театру понад 60 вистав. Це українська та світова оперно-балетна класика, твори сучасних вітчизняних та зарубіжних композиторів. Оперний репертуар представлений різноманітними виставами від музичних вистав для найменших до серйозної оперної класики, як приміром, «Богема» Дж. Пуччіні та «Травіата» Дж. Верді, а діапазон балетних вистав включає багато назв від «Бармалея та Айболитя» на музику Ю. Шевченка та «Дюймовочки» Ю.Русинова до знаменитих шедеврів, таких як «Лебедине озеро», «Спляча красуня», «Лускунчик» П.Чайковського, «Жізель» А.Адана, «Ромео і Джульєтта», «Попелюшка» С.Прокоф'єва та ін.
Серед прем'єр, здійснених у 2019—2022 рр. — постановки комічної опери «Viva la mamma (Нехай живе мама!), або Театральні порядки та безлад» Г. Доніцетті (перша україномовна постановка театру, яка отримала великий успіх), опери «Весілля Фігаро» В. А. Моцарта (український переклад лібрето Максима Стріхи),, «Ромео і Джульєтта» Шарля Гуно (український переклад лібрето Анни Волинської), «Богема» Дж. Пуччіні (поновлення в українському перекладі Діодора Бобиря), сучасний балет «Легенда про вічне кохання» на музику Ф. Шуберта і неокласична постановка «Лускунчика» П. Чайковського. Як і нові вистави для дітей — мюзикли «Фабрика Санти» П. Табакова і «Санта 2. Глобальне потепління» Д. Саратського, це — впевнені кроки на шляху до створення «Українського Бродвея». У рамках нової стратегії репертуар поповнили і два унікальні проєкти  — святковий концерт «Нові мелодії Різдвяної ночі», що долучив українських глядачів до європейських традицій святкування Різдва,, та проєкт «Тиждень у Київській опері, або Музика для дорослих». Нові можливості в умовах повномасштабного російського вторгнення надала унікальна сцена «Укриття», яка дає змогу здійснювати концертні програми без переривання на час повітряної тривоги.
Окрім участі у виставах, хор та симфонічний оркестр театру мають великий концертний репертуар, що охоплює різноманітні стилі та епохи. Серед концертного репертуару хору та симфонічного оркестру театру «Реквієм» В. А. Моцарта, симфонія № 9 Л.Бетховена, «Стабат Матер» Дж. Россіні, «Стабат Матер» Дж. Б.Перголезі, сценічна кантата «Карміна Бурана» К.Орфа, симфонічні концерти «Музика сім'ї Штраусів» та «Симфонічна феєрія», концерт хору «Хорові арабески».
В вересні 2023 в театрі відбулася прем'єра мюзикла «Піноккія» на музику Бориса Севастьянова.
23 грудня 2023 в театрі відбулася прем'єра балету Анатолія Кос-Анатольського «Сойчине крило» на сюжет однойменної новели Івана Франка.

## Нагороди та премії
Творцям вистави «Пастка для Відьми» композитору І. Шербакову та режисеру постановнику М. Мерзлікіну присуджено Національну премію України імені Тараса Шевченка у номінації «за найкращий твір для дітей та юнацтва» (1999). Театральну премію «Київська пектораль» присуджено виставам «Візок тата Жюньє» (1998), «Як козаки змія приборкували» (2002), «Кощій безсмертний» (2003), «Мауглі» (2004), «Білосніжка та семеро гномів» (2007), «Перси Тіресія» (2011), «Травіата» (2012).